# Дедевци
Дедевци су насељено место града Краљева у Рашком округу. Према попису из 2022. било је 229 становника.
На старим аустријским картама из 1783. године насеље је уписано као Dedoevtze. Из протокола прихода чибучких за 1822. годину видимо да су Дедевци тада имали само 15 домаћинстава.

## Познате личности
У Дедевцима је 1827. године рођен Сава Сретеновић, начелник у Министарству просвете и професор богословије (Београд) и члан Српске Краљевске академије (САНУ) од 1855.године. Основну школу је у учио у селу Врдила Написао је: Непромењиве речи црквенословенског језика, Граматика црквено-словенског језика (1853), Хрестоматија црквенословенског језика (1854), О црквенословенском језику, превод с руског језика (1855)
О епској српској поезији, превод с руског језика (1856), Нова година у Срба у старо доба (1856).

## Демографија
У насељу Дедевци живи 293 пунолетна становника, а просечна старост становништва износи 48,0 година (47,1 код мушкараца и 49,0 код жена). У насељу има 127 домаћинстава, а просечан број чланова по домаћинству је 2,69.
Ово насеље је великим делом насељено Србима (према попису из 2002. године), а у последња три пописа, примећен је пад у броју становника.
|  |

| Демографија | Демографија | Демографија |
| Година      | Становника  | Становника  |
| ----------- | ----------- | ----------- |
| 1948.       | 673         |             |
| 1953.       | 647         |             |
| 1961.       | 612         |             |
| 1971.       | 560         |             |
| 1981.       | 514         |             |
| 1991.       | 442         | 435         |
| 2002.       | 341         | 350         |

| Етнички састав према попису из 2002.‍ | Етнички састав према попису из 2002.‍ | Етнички састав према попису из 2002.‍ | Етнички састав према попису из 2002.‍ | Етнички састав према попису из 2002.‍ |
| ------------------------------------ | ------------------------------------ | ------------------------------------ | ------------------------------------ | ------------------------------------ |
|                                      |                                      |                                      |                                      |                                      |
| Срби                                 | Срби                                 |                                      | 338                                  | 99,12%                               |
| Црногорци                            | Црногорци                            |                                      | 1                                    | 0,29%                                |
| Македонци                            | Македонци                            |                                      | 1                                    | 0,29%                                |
| непознато                            | непознато                            |                                      | 1                                    | 0,29%                                |

| Година пописа     | 1948. | 1953. | 1961. | 1971. | 1981. | 1991. | 2002. |
| ----------------- | ----- | ----- | ----- | ----- | ----- | ----- | ----- |
| Број домаћинстава | 117   | 134   | 146   | 149   | 139   | 139   | 127   |

| Број чланова      | 1  | 2  | 3  | 4  | 5  | 6 | 7 | 8 | 9 | 10 и више | Просек |
| ----------------- | -- | -- | -- | -- | -- | - | - | - | - | --------- | ------ |
| Број домаћинстава | 30 | 43 | 19 | 17 | 11 | 5 | 1 | 1 | 0 | 0         | 2,69   |

| Пол    | Укупно | Неожењен/Неудата | Ожењен/Удата | Удовац/Удовица | Разведен/Разведена | Непознато |
| ------ | ------ | ---------------- | ------------ | -------------- | ------------------ | --------- |
| Мушки  | 155    | 44               | 89           | 14             | 7                  | 1         |
| Женски | 147    | 22               | 85           | 37             | 1                  | 2         |
| УКУПНО | 302    | 66               | 174          | 51             | 8                  | 3         |

| Пол    | Укупно                    | Пољопривреда, лов и шумарство | Рибарство                            | Вађење руде и камена | Прерађивачка индустрија       |
| ------ | ------------------------- | ----------------------------- | ------------------------------------ | -------------------- | ----------------------------- |
| Мушки  | 77                        | 53                            | 0                                    | 0                    | 7                             |
| Женски | 54                        | 44                            | 0                                    | 0                    | 3                             |
| УКУПНО | 131                       | 97                            | 0                                    | 0                    | 10                            |
| Пол    | Производња и снабдевање   | Грађевинарство                | Трговина                             | Хотели и ресторани   | Саобраћај, складиштење и везе |
| Мушки  | 1                         | 3                             | 2                                    | 1                    | 3                             |
| Женски | 0                         | 0                             | 3                                    | 1                    | 0                             |
| УКУПНО | 1                         | 3                             | 5                                    | 2                    | 3                             |
| Пол    | Финансијско посредовање   | Некретнине                    | Државна управа и одбрана             | Образовање           | Здравствени и социјални рад   |
| Мушки  | 0                         | 1                             | 3                                    | 0                    | 3                             |
| Женски | 0                         | 0                             | 0                                    | 1                    | 1                             |
| УКУПНО | 0                         | 1                             | 3                                    | 1                    | 4                             |
| Пол    | Остале услужне активности | Приватна домаћинства          | Екстериторијалне организације и тела | Непознато            | Непознато                     |
| Мушки  | 0                         | 0                             | 0                                    | 0                    | 0                             |
| Женски | 1                         | 0                             | 0                                    | 0                    | 0                             |
| УКУПНО | 1                         | 0                             | 0                                    | 0                    | 0                             |